# Heracles (kunstenaarscollectief)
Heracles was een Brussels kunstenaarscollectief uit het interbellum.

## Samenstelling en doelstellingen
Het bestond uit de architecten H. Profiter en Ch. Verhelle, uit de beeldhouwer A. Vriens en uit de schilders R. Dierickx, A. Gerard en Jean Van Noten.  Het waren kunstenaars die aandacht hadden voor het verwerken van schilderkunstige en sculpturale elementen in de eigentijdse architectuur, voortvloeiende uit het concept van de architect.
Ze hielden enkele tentoonstellingen in Brussel, onder andere in de Galerie Javal-Bourdeaux, in de Galerie Nos Peintres en in maart-april 1936 in het Paleis voor Schone Kunsten.